# U (kana)
う în hiragana sau ウ în katakana, (romanizat ca u) este un kana în limba japoneză care reprezintă o moră. Caracterul hiragana este scris cu două linii, iar caracterul katakana cu trei linii. Kana う și ウ reprezintă sunetul pronunție în japoneză [u͍].
Originea caracterelor う și ウ este caracterul kanji 宇.

## Variante
Minuscule de acest kana (ぅ și ゥ) se folosesc în combinație cu alte kana ca să schimbă pronunția lor.
Kana う și ウ sunt uneori folosiți ca să prelungească sunetul o în un cuvânt. Exemplu: Cuvântul pentru plan, idee (kanji: 構想) este scris în hiragana こうそう (kosou) și este romanizat ca kōsō.

Caracterele う și ウ se pot combina cu caracterele minuscule pentru a (ぁ / ァ), i (ぃ / ィ), u (ぅ / ゥ), e (ぇ / ェ) sau o (ぉ / ォ) ca să reprezintă alte sunete::
- うぁ sau ウァ reprezintă sunetul [wa] (romanizat ca wa)[2]
- うぃ sau ウィ reprezintă sunetul [wi] (romanizat ca wi)
- うぅ sau ウゥ reprezintă sunetul [wi] (romanizat ca wu)
- うぇ sau ウェ reprezintă sunetul [we] (romanizat ca we)
- うぉ sau ウォ reprezintă sunetul [wo] (romanizat ca wo)

Kana う și ウ se pot folosi cu semnul diacritic dakuten ca să reprezintă un alt sunet:
- ゔ sau ヴ reprezintă sunetul [vu͍] și sunt romanizate ca vu.[2]

Caracterele ゔ și ヴ se pot combina cu caracterele minuscule pentru a (ぁ / ァ), i (ぃ / ィ), e (ぇ / ェ) sau o (ぉ / ォ) ca să reprezintă sunete în cuvinte străine care nu există în limba japoneză:
- ゔぁ sau ヴァ reprezintă sunetul [va] (romanizat ca va)[2]
- ゔぃ sau ヴィ reprezintă sunetul [vi] (romanizat ca vi)
- ゔぇ sau ヴェ reprezintă sunetul [ve] (romanizat ca ve)
- ゔぉ sau ヴォ reprezintă sunetul [vo] (romanizat ca vo)

## Folosire în limba ainu
În limba ainu, katakana ウ reprezintă sunetul [u̜]. Katakana minuscul ゥ după o altă vocală reprezintă un diftong și este romanizat ca w.

## Forme
| Formă                                 | Rōmaji | Hiragana        | Katakana        |
| ------------------------------------- | ------ | --------------- | --------------- |
| Fără semne diacritice: u (あ行 a-gyō) | u      | う              | ウ              |
| Fără semne diacritice: u (あ行 a-gyō) | uu ū   | うう, うぅ うー | ウウ, ウゥ ウー |

| Romaji | Hiragana | Katakana |
| ------ | -------- | -------- |
| wa     | うぁ     | ウァ     |
| wi     | うぃ     | ウィ     |
| wu     | う       | ウ       |
| we     | うぇ     | ウェ     |
| wo     | うぉ     | ウォ     |

| Romaji | Hiragana | Katakana |
| ------ | -------- | -------- |
| va     | ゔぁ     | ヴァ     |
| vi     | ゔぃ     | ヴィ     |
| vu     | ゔ       | ヴ       |
| ve     | ゔぇ     | ヴェ     |
| vo     | ゔぉ     | ヴォ     |

## Ordinea corectă de scriere
|                                      |
| Ordinea corectă de scriere pentru う |

|                                      |
| Ordinea corectă de scriere pentru ウ |

## Alte metode de scriere
- Braille:

| ・・ －－ |

- Codul Morse: ・・－